# Silnice I/70 (Slovensko)
Silnice I. třídy 70 (I/70) je silnice I. třídy na Slovensku v okrese Dolný Kubín. Spojuje I/18 a Dolný Kubín. Celková délka I/70 je 17,450 km.

## Historie
Silnice byla v letech 1946 až 1950 klasifikovaná jako silnice II. třídy II/522 a už v 40. letech měla bezprašný povrch. V roce 1950 byla překlasifikovaná na silnici I. třídy.

## Průběh
Silniční komunikace I/70 se začíná na křižovatce s I/18, odkud pokračuje do Párnice, kde se nacházejí křižovatky se silnicemi III/2256, II/583, III/2257, pokračuje do obce Istebné, kde jsou križovatky se silnicemi III/2258 a III/2259. V obci Veličná se I/70 kříží se silnicí III/2263, mimo obce se kříží s III/2260 a vchází do Dolného Kubína. Tady se kříží s III/2261, III/2262, III/2246 a končí na křižovatce s I/59.